# Judo na Igrzyskach Ameryki Południowej 1998
Turniej judo na igrzyskach Ameryki Południowej odbył się w październiku 1998 roku w Cuenca.

## Klasyfikacja medalowa
Gospodarz zawodów został zaznaczony kolorem.
| Miejsce | Państwo   |    |    |    | Razem |
| ------- | --------- | -- | -- | -- | ----- |
| 1       | Brazylia  | 10 | 4  | 2  | 16    |
| 2       | Argentyna | 5  | 7  | 5  | 17    |
| 3       | Wenezuela | 3  | 3  | 3  | 10    |
| 4       | Ekwador   | 0  | 2  | 9  | 11    |
| 5       | Chile     | 0  | 1  | 2  | 3     |
| 6       | Urugwaj   | 0  | 1  | 1  | 2     |
| 7       | Peru      | 0  | 0  | 4  | 4     |
| 8       | Panama    | 0  | 0  | 2  | 2     |
| 9       | Kolumbia  | 0  | 0  | 1  | 1     |
| Razem   | Razem     | 18 | 18 | 29 | 65    |

## Medaliści

### Mężczyźni
| Konkurencja: | Złoto:           | Srebro:            | Brąz:                            |
| −56kg        | Edgardo Camino   | Suil Barragán      | Derlly Vázquez Juan Barahona     |
| −60kg        | Fúlvio Miyata    | Emiliano Sosa      | Martín Mora Leandro Vas López    |
| −66kg        | Martín Ríos      | Ludwing Ortiz      | Henrique Guimarães William Checa |
| −73kg        | Sérgio Oliveira  | Eduardo Manglés    | Rodrigo Lucenti Germán Velazco   |
| −81kg        | Flávio Canto     | Álvaro Paseyro     | Gastón García Javier Jaramillo   |
| −90kg        | Edelmar Zanol    | Eduardo Costa      | Gabriel Lama Luis René López     |
| −100kg       | Alejandro Bender | Marcelo Figueiredo | Edison Paredes                   |
| Ponad 100kg  | Rafael Machín    | Daniel Hernandes   | Iván Vega                        |
| Open         | Edelmar Zanol    | Gabriel Lama       | Gustavo Palacios Germán Velazco  |

### Kobiety
| Konkurencja: | Złoto:            | Srebro:           | Brąz:                              |
| −45kg        | Roselys Guacarán  | Juliana Rodríguez | Ruth Mauro Tatiana Cisterna        |
| −48kg        | Andréa Berti      | Elizabeth Kessler | Carmen Chávez Yohana Ollarves      |
| −52kg        | Jackelin Díaz     | Carolina Mariani  | Fabiane Hukuda Zoila Pardo         |
| −57kg        | Alicia Herrera    | Shileidy Epifânio | Vilma Pereyra Carolina Ortiz       |
| −63kg        | Vânia Ishii       | María Pacciarini  | Diana Santana                      |
| −70kg        | Lorena Briceño    | Denise Oliveira   | Lilian Carrera Manianela Astudillo |
| −78kg        | Edinanci da Silva | Silvana Filippi   | Fátima Quiñónez                    |
| Ponad 78kg   | Priscila Marques  | Carmen Chalá      | Liliana Campos Estela Riley        |
| Open         | Edinanci da Silva | Lorena Briceño    | Carmen Chalá Estela Riley          |

- Nazwisko zaznaczone pochyłym tekstem oznacza, że nie przyznano medalu, z powodu zbyt małej liczby zgłoszonych zawodników w danej konkurencji.